# Lampona talbingo
Lampona talbingo là một loài nhện trong họ Lamponidae. Loài này được phát hiện ở het zuidoosten van Australië.